# Priče iz kafane
Priče iz kafane je prvi samostalni album hrvatskog glazbenika Jasmina Stavrosa, koji je izašao 1987. u izdanju diskografske kuće Diskos. Album je pop žanra, uz elemente grčke i makedonske narodne glazbe.

## Popis pjesama
Sve je skladbe aranžirao Rajko Dujmić.
- strana A

1. E, moj Rajko (glazba Rajko Dujmić - stihovi Stevo Cvikić)
2. S kim ujutro kafu piješ (glazba Đorđe Novković - stihovi Marina Tucaković)
3. Pismo Nini (glazba i stihovi Đorđe Novković)
4. Čuvaj se, Tatjana (glazba Slobodan M. Kovačević - stihovi Velizar Šofranac)
5. Drugovi smo najbolji (glazba Nikica Kalođera - stihovi Stevo Cvikić)

- strana B

1. Brate moj (glazba Nikica Kalođera - stihovi Stevo Cvikić)
2. Varaj me (glazba i stihovi Đorđe Novković)
3. Vratila si se, moja prošlosti (glazba Rajko Dujmić - stihovi Stevo Cvikić)
4. Jasmin (glazba Rajko Dujmić - stihovi Stevo Cvikić)

Velike uspješnice s ovom albuma su E, moj Rajko i S kim ujutro kafu piješ.

## Vanjske poveznice
- Discogs
- Diskografija